# Кавеццо
Кавеццо (итал. Cavezzo) —  коммуна в Италии, располагается в регионе Эмилия-Романья, подчиняется административному центру Модена.
Население составляет 7072 человека (на 2004 г.), плотность населения составляет 258 чел./км². Занимает площадь 26 км². Почтовый индекс — 41032. Телефонный код — 0535.
Покровителем  коммуны почитается святой Эгидий. Праздник ежегодно празднуется 1 сентября.
В коммуне расположена Астрономическая обсерватория «Джеминиано Монтанари».